# هالیدی سیتی برکلی (نیوجرسی)
هالیدی سیتی برکلی (به انگلیسی: Holiday City-Berkeley) یک منطقهٔ مسکونی در ایالات متحده آمریکا است که در برکلی، نیوجرسی واقع شده‌است. هالیدی سیتی برکلی ۱۵٫۰۶۳ کیلومتر مربع مساحت و ۱۲٬۸۳۱ نفر جمعیت دارد و ۱۳ متر بالاتر از سطح دریا واقع شده‌است.